# تسع قصص (مجموعة قصصية)
تسع قصص هي مجموعة قصصية بقلم الكاتب الأمريكي ج د سالينجر نُشرت في أبريل 1953. وهي تتضمن اثنتين من أشهر قصصه القصيرة، " يوم مثالي لسمكة البانانا فيش " و" إلى إسمه Esme - مع حبي وقذراتي ". ( تسعُ قصص هو عنوان الكتاب في الولايات المتحدة؛ وتم نشر الكتاب في العديد من البلدان الأخرى تحت عنوان "إلى إسمي - مع حبي وقذراتي، وقصص أخرى ").

## المجموعة
تتضمن المجموعة القصص التالية:
- " يوم مثالي لسمكة البانانا فيش"
- " العمّ ويغيلي في كونكتيكت "
- " قُبيل نشوب الحرب مع شعب الإسكيمو "
- " الرجل الضاحك "
- " في القارب "
- " إلى إسمه Esme - مع حبي وقذراتي "
- " فمي جميل وعيناي خضراوان "
- " الفترة الزرقاء للرسام دي دومييه-سميث "
- " تيدي "

كتابة سالينجر تتميز بالأصالة، وتعتبر من الدرجة الأولى، وهي جادة وجميلة. تحتوي هذه المجموعة من تسع قصص على تناقضات تجعلها ممتعة وقوية بشكل خاص. من الخارج، قد تبدو مضحكة للغاية، ولكن في الداخل تحمل الكثير من الحزن، وتنجح في إيصال هذا الشعور لأنها نقية. تمتاز القصص بسلاسة آسرة، وبنية ظاهرية تبدو فضفاضة ولكنها تحمل عمقًا وسرعة، وقد تربك القارئ في البداية عند قراءة قصة مثل "إلى إسمه Esme - مع حبي وقذراتي". ولكن ما يقوم به سالينجر يتجاوز توقعات القارئ.
تركز القصص غالبًا على الأطفال، ولكنهم "أطفال الله " (God's children). يتناول عمل سالينجر البراءة، ويبدأ منها ليستكشف مجموعة واسعة من العلاقات، ويخوض في مغامرات الروح الخاصة، ويتساءل حول مشكلات جادة بأسلوب جاد—حول الحياة والموت وهشاشة الإنسان، وحتى التجارب الصوفية التي تتجاوز مفاهيم العمر. العالم الذي يقدمه سالينجر، سواء كان حضريًا، أو ضواحيًا، أو عائليًا، لا يمثل أبدًا مؤشرًا لكيفية معالجته للأمور، حيث يبدو أنه يكتب بدون أفكار مسبقة تُقيد إبداعه.
مادة هذه القصص تختلف بشكل ملحوظ عن مواضيعها. تدور حول الموت، الحرب، العيوب في العلاقات الإنسانية، والجنون الذي يجعلنا غير قادرين على إيصال أكثر الأمور وضوحًا بالنسبة لنا ولقلوبنا إلى الآخرين. تتناول أيضًا الفقدان أو العجز عن التعبير عن مشاعرنا العميقة، والقسوة التي تفرضها الأحكام الاجتماعية التقليدية، والرغبة المستمرة—التي قد تصل أحيانًا إلى الخيال—في العودة إلى حالة من النقاء والنعمة. هذه المواضيع تمثل جوهر أعمال سالينجر.
في النهاية، كل هذه الموضوعات تتعلق بشيء ناقص في العالم، ويمكن القول أن ما كتبه سالينجر حتى الآن يتعلق بفقدان الحب. من هذا الغياب ينبع تدمير البراءة، أو الانتصار في الموت للبراءة على الفساد الذي ينتظرها.
قد يشعر القارئ من خلال هذه القصص الدافئة وغير المتساوية (فأي كاتب حقيقي لا يمكن أن يكون متساويًا في جميع أعماله) أن سالينجر لم يتناول بعد بشكل مباشر أكثر ما يرغب في الحديث عنه: الحب. الحب يظهر بشكل غير مباشر في صورة شفقة، ضحكة، أو رؤية نهائية قد تبدو بسيطة أو سهلة للغاية، في حين أن القصص نفسها ليست سهلة أو بسيطة بأي شكل من الأشكال.
سالينجر فنان جاد للغاية، ومن المحتمل أن ما يريد قوله سيأخذ أشكالًا متعددة مع مرور الوقت—أشكال مثيرة للاهتمام أيضًا. روايته "الحارس في حقل الشوفان" كانت جيدة ومؤثرة للغاية، رغم أن كل فضائلها يمكن العثور عليها في قصصه القصيرة، حيث تبدو أكثر اتساقًا.
ما يحبه هذا القارئ في قصص سالينجر هو أنها تكرم ما هو فريد وثمين في كل شخص على وجه الأرض. مؤلفها يمتلك الشجاعة—أو بالأحرى الحق المكتسب والامتياز—في التجريب، حتى لو كان على حساب الفهم. والأهم من ذلك كله، أنه يملك قلبًا محبًا.

## الترجمة العربية
- تسع قصص، المدى للنشر والتوزيع، المترجم: أسامة منزلجي، ٢٠٢٣.[2]
- تسعُ حكايات، دار أثرى للترجمة والنشر، ترجم الكتاب إلى العربية: غيدا الشبيكي، ٢٠٢٠.[3]
- تسع قصص، منشورات دار الاتحاد، ترجمة: ملك أبيض العيسى، مراجعة: سليمان العيسى.[4]